# Zambias flagga
Zambias flagga är grön med en skrikfiskörn och tre vertikala band i färgerna rött, svart och brandgult vid flaggans yttre kant. Flaggan antogs av Zambia den 24 oktober 1964 och modifierades något 1996. Den har proportionerna 2:3.

## Symbolik
Den röda färgen symboliserar folkets kamp för frihet, den svarta representerar Zambias folk och den brandgula färgen för landets naturresurser, speciellt kopparn. Det gröna bakgrundsfältet står för landets jordbruk. Skrikfiskörnen står för folkets förmåga att höja sig ovan landets problem. Flaggan är relativt ovanlig eftersom emblem och symboler finns vid flaggans yttre kant och inte vid den inre.

## Färger
PMS 355
Grön
Pantone
#009E49
PMS 032
Röd
Pantone
#EF3340
PMS 150
Orange
Pantone
#FCAD56
PMS
Svart
Pantone
#000000

## Historik
Flaggan skapades av Gabriel Ellison som även har formgett statsvapnet och många av Zambias frimärken. De tre färgerna rött, brandgult och svart förekom i den flagga som användes av det starkaste politiska partiet vid tiden för självständigheten, UNIP (eng. United National Independence Party). Till skillnad från många andra länder tillåter inte Zambia att privatpersoner hissar flaggan annat än på vissa fastställda dagar. Övriga dagar på året får flaggan endast hissas av myndigheter och institutioner, samt på fartyg och motorfordon med premiärministern ombord.

Zambias flagga före 1996, med en mörkare grön nyans.